# 第十九号掃海艇
第十九号掃海艇 （だいじゅうきゅうごうそうかいてい）は、日本海軍の掃海艇。第十九号型掃海艇の1番艇。姉妹艇とは一度も行動をともにすることなく、太平洋戦争の緒戦で大破着底し放棄された。

## 艇歴
④計画の700トン型掃海艇、仮称艦名第164号艦として計画。1940年9月17日、株式会社東京石川島造船所で起工。12月10日、第十九号掃海艇と命名され、第七号型掃海艇の7番艇に定められる。
1941年2月18日、進水。4月22日、艤装員事務所を石川島造船所深川工場内に設置し事務を開始。5月31日竣工し、艤装員事務所を撤去。本籍を舞鶴鎮守府に定められ、第三艦隊第二根拠地隊に編入。6月11日から8月25日までの全般任務として中支、南支沿岸で監視警戒に従事。6月22日から25日まで披山島掃蕩作戦に参加し、陸戦隊の揚陸掩護に従事。7月1日、王環島坎門鎮作戦に参加。7月10日から8月6日まで第二遣支艦隊作戦指揮下に編入され、ふ号作戦（南部仏印進駐）に参加し、陸軍輸送船団の護衛と泊地の掃海に従事。8月26日、内地に帰還し、整備と訓練に従事。
11月26日、佐世保を出港。12月1日、馬公に入港。太平洋戦争の開戦時は軍隊区分菲島部隊第一急襲隊に配され、第五水雷戦隊司令官の指揮下で行動。7日、第一急襲隊はアパリ上陸船団を護衛し馬公を出港。10日、「第十九号掃海艇」は掃海中カガヤン川河口にアメリカ船を発見し、その拿捕を命じられたが、同日「第十九号掃海艇」は沈没した。沈没時の状況は艇長の報告によれば以下のようなものであった。
商船「セッテス」拿捕のためカガヤン川河口付近に投錨直後、爆撃を受けて被弾。後部弾薬庫、爆雷庫が爆発し、艦橋より前は水面上に露出した状態で着底。死者12名、行方不明者60名。また「第十六号掃海艇」より派遣の拿捕隊10名も行方不明。
乗員は敵機を目撃していないが状況から高高度からの爆撃を受けたものと考えられ、搭載していた爆雷が弾火薬庫を誘爆させ爆沈したものと推定された。また、戦史叢書では米軍資料には「第十九号掃海艇」の沈没に該当する記録は無い、とある。この日フィリピン北部へ攻撃に向かった第14爆撃飛行隊の3機のB-17のうちの1機（コリン・ケリー・ジュニア中尉機）が爆撃したものがおそらく「第十九号掃海艇」であるとしているものもある。
1942年1月15日、舞鶴鎮守府第四予備掃海艇に定められる。4月1日、艦艇類別等級別表の掃海艇の部中に第十九号型の項が新設され、その1番艇に定められる。
1945年11月30日、海軍省の廃止に伴い除籍された。

## 掃海艇長
艤装員長
1. 塚田重夫 少佐：1941年4月17日 - 1941年5月15日
2. 山崎仁太郎 大尉：1941年5月15日 - 1941年5月31日

掃海艇長
1. 山崎仁太郎 大尉：1941年5月31日 - 1941年9月5日
2. 萩原旻四 大尉：1941年9月5日 - 1942年1月15日